# Кристиансен, Эйнар
Эйнар Кристиансен (1861—1939) — датский драматург и театральный деятель.
В 1899—1909 годах был директором, а в 1931-33 годах — режиссёром Королевского театра. В 1912—1924 годах — директор Народного театра в Копенгагене. В 1880 году дебютировал психологической драмой «Дети Линдоу». В своих сочинениях Кристиансен ориентировался на психологический театр Х. Ибсена. Драмы Кристиансена шли в Королевском театре:
- «Эгоист» (1882)
- «Фрекен Бодиль и её брат» (1888)
- «Поколения» (1889)
- «Анетта» (1893)
- «Среди братьев» (1896)
- «Зрелые люди» (1897)